# Parque da Lavandeira
O Parque da Lavandeira é um espaço verde localizado na freguesia de Oliveira do Douro, Vila Nova de Gaia, em Portugal. Contrariamente ao Parque da Cidade do Porto, no Parque da Lavandeira proíbe-se a entrada de animais de estimação e bicicletas.
Concebido em 1998, o Parque Municipal da Lavandeira, recria diversos ambientes ligados ao Lazer e à prática Desportiva.
Aberto ao público a 20 de Agosto de 2005, o espaço assume-se com um verdadeiro parque da cidade, ocupando uma área de 109 966 m² que foi pertença da Quinta da Lavandeira, uma antiga propriedade agrícola entretanto adquirida pela Câmara Municipal de Gaia.
O Parque da Lavandeira tem alguns jardins temáticos, entre os quais o Jardim dos Fetos, o da Fantasia, o Francês e o das Palmeiras. Todo o espaço é gerido pelo Parque Biológico de Gaia.
Junto ao Parque da Lavandeira existe uma estufa, em ferro forjado, construída em 1881 e recentemente classificada como imóvel de interesse municipal. Em terrenos contíguos está em construção o estádio municipal.